# Televisión Canaria
Televisión Canaria (TVC) est une chaîne de télévision régionale espagnole. Appartenant à l'entreprise publique de radio-télédiffusion canarienne (Radio Televisión Canaria), elle est diffusée sur le réseau hertzien (analogique et numérique) dans l'ensemble de l'archipel, ainsi qu'en streaming sur internet, via le site de TVC et sa chaîne Youtube.
Média à vocation généraliste, la grille des programmes de TVC est constituée en majorité d'émissions de proximité, de séries, de bulletins d'information, de jeux télévisés et de dessins animés.
La plus grande partie des émissions de plateau de la chaîne sont produites au sein du complexe de Televisión Canaria à Santa Cruz de Tenerife.

## Histoire
Le projet de lancement d'une chaîne de télévision régionale spécifiquement canarienne voit le jour dès le mois de décembre 1984 (promulgation de la loi 8/1984 relative à la création d'une radiodiffusion et télévision canarienne). Il faut cependant attendre de nombreuses années avant que le dossier ne revienne sur le devant de la scène.
À l'issue d'une période de tests, la télévision publique canarienne est finalement lancée le 21 août 1999 sous le nom de « Televisión Autonómica de Canarias ». À cette première chaîne « domestique » vient s'ajouter une version spécifique à destination de la diaspora, diffusée par satellite à partir du mois de mai 2001. Cette chaîne « internationale » diffuse alors non seulement des programmes repris de la chaîne mère mais également des émissions produites en collaboration avec les offices du tourisme locaux, visant à mieux faire connaître l'archipel aux visiteurs potentiels.
Le télétexte est lancé le 30 mai 2002. Il faut cependant attendre jusqu'en 2006 pour qu'apparaissent les sous-titres à destination des sourds et malentendants. Le 10 octobre 2005 voit le lancement de décrochages locaux dans chacune des sept îles de l'archipel.
La version satellitaire est également repensée de façon à répondre prioritairement aux besoins des membres de la diaspora. Les émissions touristiques sont peu à peu supprimées au profit d'une grille des programmes quasi identique à celle proposée aux téléspectateurs canariens (hormis la plupart de films et séries).

## Programmation
Les principales émissions diffusées par la chaîne sont le programme matinal « Buenos días, Canarias » comprenant chroniques locales, rubriques thématiques et informations. À 13 heures 30 est diffusé le talk-show « Nuestra Gente » immédiatement suivi par la première édition du « Telediario » ou journal télévisé.
En semaine, les après-midi sont généralement consacrés aux séries et au divertissement. À 18 heures, la chaîne diffuse un programme d'information de proximité mêlant actualités du jour et chroniques thématiques, « Canarias Directo ». Deux autres rendez-vous d'information viennent rythmer l'antenne à 20 heures 30 et minuit (édition du soir et de la nuit du « Telediario »).
Des films, des émissions de variétés, des divertissements ou des retransmissions sportives sont diffusées en soirée. La version satellitaire de la chaîne reprend la plupart des émissions en simultané, hormis les séries (remplacées par des documentaires) et les films (remplacés par des émissions de variété, des talk-shows ou des rediffusions), pour lesquels la chaîne ne possède pas les droits de diffusion en dehors des Canaries.

### Sources
- (es) Cet article est partiellement ou en totalité issu de l’article de Wikipédia en espagnol intitulé « Televisión Canaria » (voir la liste des auteurs).